# Răzvan Stanca
Răzvan Stanca (ur. 18 stycznia 1980 w Bukareszcie) – rumuński piłkarz grający na pozycji bramkarza. W reprezentacji Rumunii zadebiutował w 2008 roku.